# فرخنده کاکل‌خاکی
فرخنده کاکل‌خاکی (نام علمی: Tachyphonus delatrii) نام یک گونه از سرده تندگوها است.